# 175
Glej tudi: število 175
175 (CLXXV) je bilo navadno leto, ki se je po julijanskem koledarju začelo na soboto.

## Dogodki
- 1. januar